# Psychoda nigriventris
Psychoda nigriventris és una espècie d'insecte dípter pertanyent a la família dels psicòdids que es troba a Àsia: el Japó, incloent-hi la prefectura d'Hiroshima.